# Данвуди, Гарольд Хэлси
Гарольд Хэлси Данвуди (англ. Harold Halsey Dunwoody; 9 января 1919, Париж, Франция — 6 сентября 2015, Энглвуд, Флорида, США) — американский военный деятель, бригадный генерал Армии США, кавалер креста «За выдающиеся заслуги».

## Биография

### Молодые годы, семья
Гарольд Хэлси Данвуди родился 9 января 1919 года в Париже, Франция. Родители: Хэлси и Дорис Данвуди (в девичестве — Слэтор). Познакомились во время службы в Париже. Имел двух сестёр — Элизабет и Дорин.
Отец — Хэлси Данвуди (1881—1952), окончил Военную академию в Вест-Пойнте (1905), дослужился до полковника, принял участие в Первой мировой войне. Дед — Генри Гаррисон Чейз Данвуди (1842—1933), выпускник Вест-Пойнта (1866), бригадный генерал.

### Военная служба
1 июля 1939 года зачислен кадетом в Военную академию в Вест-Пойнте, которую окончил 1 июня 1943 года. Зачислен в Армию США, отправлен на базу Форт-Нокс, штат Кентукки, прошёл боевую подготовку на базе Форт-Чаффи, штат Арканзас, после чего стал командиром взвода 47-го батальона 14-й танковой дивизии.
Участвовал во Второй мировой войне. 1 декабря 1943 года повышен в звании до первого лейтенанта, а 19 сентября 1944 года получил звание капитана, после чего в составе 1-й танковой дивизии был отправлен в Европу. Получив ранение в ногу во время битвы за Бельгию, смог выбраться из подбитого танка на линии Зигфрида в Эльзас-Лотарингии.
16 сентября 1946 года повышен в звании до майора, а 2 января 1949 года временно — до полковника. Принял участие в Корейской войне, пробыв в Корее восемь месяцев. В августе-сентябре 1951 года, будучи командиром 3-го батальона 17-го пехотного полка 7-й пехотной дивизии, захватил высоты 820 и 851 близ Чупари, но был окружён и со своими солдатами два дня сдерживал непрестанные атаки китайских войск. За эти действия был удостоен креста «За выдающиеся заслуги».

Президент Соединённых Штатов Америки в соответствии с положениями Акта Конгресса, утвержденного 9 июля 1918 года, имеет честь представить к Кресту «За выдающиеся заслуги» майора (танкиста) Гарольда Хэлси Данвуди, Армия Соединённых Штатов, за необычайный героизм в связи с военными операциями против вооруженного врага Организации Объединённых Наций, при исполнении обязанностей командира 3-го батальона 17-го пехотного полка 7-й пехотной дивизии. Майор Данвуди отличился необычайным героизмом в бою против сил вражеского агрессора в окрестностях Чупари, Корея, в период с 31 августа 1951 года по 3 сентября 1951 года. За этот период 3-й батальон 17-го пехотного полка под командованием полковника Данвуди занял вражеские высоты 820 и 851, ключевые цели для 7-й стрелковой дивизии в намерении устранения угрозы повторных нападений противника. Рано утром 2 сентября 1951 года высота 851 была подвергнута необыкновенно тяжелому артиллерийскому обстрелу, сопровождаемому интенсивными вражескими атаками. Части 3-го батальона, защищающего высоту 851, смело отражали атаки, но были вынуждены отойти в тыл для перегруппировки. Понимая, что средства связи пришли в негодность и, что противнику нанесён серьёзный ущерб, полковник Данвуди лично реорганизовал и ободрил батальон, рискуя попасть при переходе с места на место под частый вражеский огонь. Для наиболее лучшего обзора и координации со всеми частями своего батальона, он укрепился в позиции на высоте 820 и остался там, несмотря на многочисленные фанатические атаки вражеских сил, значительно превосходящих численность его войск. В какой-то момент атакующие части противника продвинулись на пятнадцать ярдов к наблюдательному пункту полковника Данвуди в попытке задавить своим превосходящим числом защитников высоты 820. Демонстрируя превосходную неустрашимость и хладнокровие под огнем, он лично принял участие в отражении атаки с помощью гранат и винтовочной стрельбы, нанеся тяжёлые потери врагу и продолжив направлять своих солдат с исключительной проницательностью и военной сноровкой.
Оригинальный текст (англ.)The President of the United States of America, under the provisions of the Act of Congress approved July 9, 1918, takes pleasure in presenting the Distinguished Service Cross to Major (Armor) Harold Halsey Dunwoody, United States Army, for extraordinary heroism in connection with military operations against an armed enemy of the United Nations while serving as Commanding Officer of the 3d Battalion, 17th Infantry Regiment, 7th Infantry Division. Major Dunwoody distinguished himself by extraordinary heroism in action against enemy aggressor forces in the vicinity of Chupari, Korea, during the period 31 August 1951 through 3 September 1951. During this period the 3d Battalion of the 17th Infantry Regiment under the command of Colonel Dunwoody seized enemy-held Hills 820 and 851, key objectives of the 7th Infantry Division, against repeated enemy attacks. Early in the morning of 2 September 1951, Hill 851 was subjected to unusually heavy artillery fire followed by an intense enemy attack. Elements of the 3d Battalion defending Hill 851 gallantly resisted the attack but were forced to move to the rear to reform. Realizing that communication facilities were seriously disrupted and that the enemy had taken a heavy toll, Colonel Dunwoody personally reorganized and encouraged the battalion, frequently exposing himself to hazardous enemy fire in traveling from place to place. To maintain maximum observation and coordination with all elements of his battalion, he established himself in a forward exposed position on Hill 820 and remained there to direct his troops despite numerous fanatical charges by heavily outnumbering enemy forces. On one occasion, attacking enemy troops advanced to fifteen yards of Colonel Dunwoody's observation post, threatening to overrun the forward defenders of Hill 820. Displaying superior intrepidity and coolness under fire, he personally participated in repulsing the attack with grenades and rifle fire, inflicting heavy losses to the enemy, while continuing to direct his men with exceptional insight and military skill.

В 1957 году назначен офицером отдела операций и подготовки в штабе 7-й армии в Штутгарте, Германия. В 1960 году получил звание полковника. В 1961 году окончил Национальный военный колледж. Работал в министерстве Армии (1962—1964), занимал должность председателя специальной исследовательской группы Объединённого комитета начальников штабов (1964—1967). 31 июля 1967 года повышен в звании до бригадного генерала. Cлужил в Верховном главнокомандовании объединённых сил в Европе при штаб-квартире НАТО (1968—1970). Участвовал во Вьетнамской войне. В мае — июле 1971 года был командиром 1-й бригады 5-й пехотной дивизии XXIV корпуса со штаб-квартирой в Куангчи, которая в августе того же года была выведена из Вьетнама и возвратилась на базу Форт-Карсон, штат Колорадо.
В 1973 году в звании бригадного генерала вышел в отставку после 30 лет военной службы и трёх войн.

### Личная жизнь
Жена — Элизабет Хошир Данвуди (1924—2006), выпускница Корнеллского университета со степенью бакалавра в области домашней экономики. Поженились в 1946 году. У них было шесть детей: четыре дочери и два сына — Сьюзен, Энн, Жаклин, Кэтрин (ум. в 1957), Гарольд, Уильям. Старшая дочь — Сьюзен (в замужестве — Шойк), стала третьей женщиной — пилотом армейского вертолета; её муж — Джеймс, полковник ВВС; их дочь — Дженнифер, стала летчиком-истребителем и вылетала с миссиями в Афганистан. Сын — Гарольд Данвуди-младший, выпускник Вест-Пойнта (1970), первый лейтенант. Дочь — Энн Элизабет (р. 1953) — генерал, первая женщина в военной истории США, достигшая четырёхзвёздного генеральского звания.

### В отставке
В отставке поселился в Рэндольфе, штат Нью-Йорк, где проводил весну и лето, а осенью и зимой жил в Энглвуде, штат Флорида. Писал стихи, сочинял музыку, играл на органе и фортепиано, любил кататься на лодке и рыбачить. В 2006 году овдовел после 60 лет брака. Был горд тем, что дочь дослужилась до генерала, но сожалел, что этого не увидела его жена и её мать.
Гарольд Хэлси Данвуди скончался 6 сентября 2015 года в возрасте 96 лет в Энглвуде, штат Флорида. Оставил трёх дочерей, двух сыновей, семь внуков и шесть правнуков. Похоронен с полными военными почестями на кладбище Святого Патрика в Рэндольфе, рядом с женой. Его память была почтена на заседании Конгресса США.

## Награды
| \| \| \| \| \| \| \| \| \| \| \| \| \| \| \| \| \| \| \| \| | Крест «За выдающиеся заслуги», медаль Армии «За выдающуюся службу» (дважды), медаль «Серебряная звезда», орден «Легион почёта» (дважды), медаль «Бронзовая звезда», медаль «Пурпурное сердце» (дважды), значок боевого пехотинца с двумя звёздами, Идентификационный знак офицера Штаба армии США, многие другие награды и благодарности. Также был награждён Крестом «За храбрость» с золотой звездой, фуражирским бантом цветов Креста с пальмой, медалью чести вооружённых сил I класса. |                                 |
| Combat Infantryman Badge                                    | |                                 |
|                                                             | Бронзовый пучок дубовых листьев |                                 |
| Бронзовый пучок дубовых листьев                             | | Бронзовый пучок дубовых листьев |
| Золотая звезда повторного награждения                       | |                                 |
| Army Staff Identification Badge                             | |                                 |